# Brunfelsia latifolia

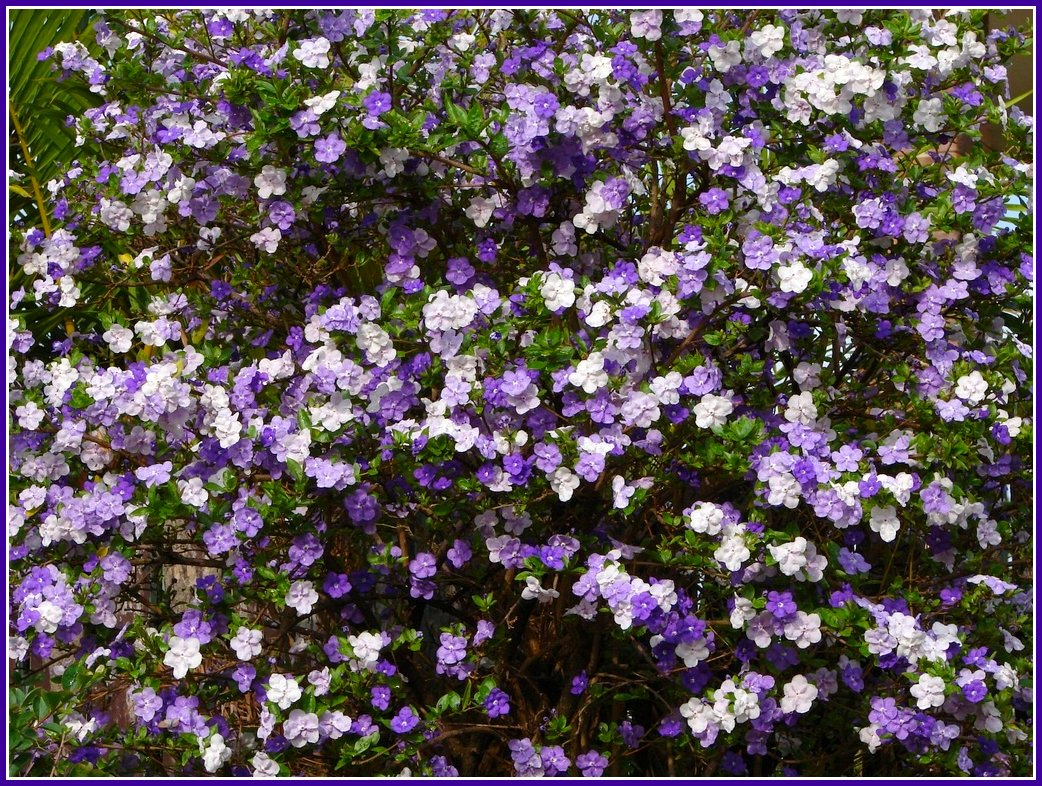
B. latifolia

Brunfelsia latifolia (sinònim: Brunfelsia bonodora i B. australis) és una espècie d'arbust perennifoli originari de l'Amèrica tropical. Arriba a fer 1,8 m d'alt.
Les seves flors són fragants i es fa servir en jardineria. Els seus fruits són verinosos.
A Espanya és una espècie que figura en la llista de plantes de venda regulada